# Parco nazionale di Kanger Ghati

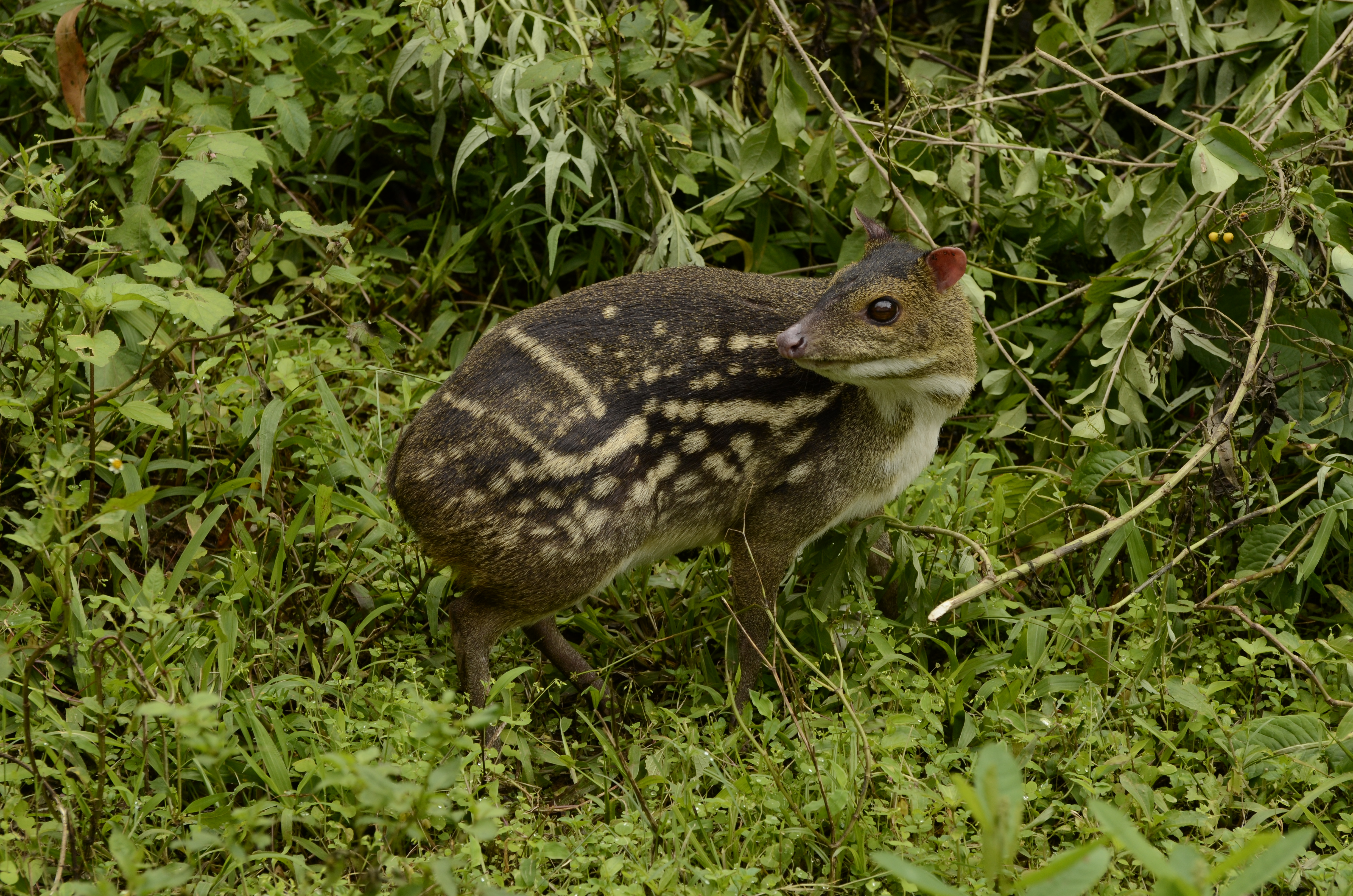
Una rarità di Kanger Ghati: il tragulo macchiato indiano.

Il parco nazionale di Kanger Ghati (in hindi कांगेर घाटी राष्ट्रीय उद्यान) è un parco nazionale nello stato indiano del Chhattisgarh. Si trova 27 chilometri a sud-est di Jagdalpur sul fiume Kholaba, nel distretto di Bastar, e ha un'area di 200 km².
Il parco nazionale di Kanger Ghati venne istituito il 22 luglio 1982. Deve il nome al fiume Kanger, che scorre attraverso il parco da nord-ovest a sud-est. Di conseguenza, Kanger Ghati significa «valle del Kanger». Il parco si estende dalla cascata di Tirathgarh al fiume Kolab, al confine con il vicino stato dell'Orissa, per una lunghezza di 26 chilometri e una larghezza media di 6 chilometri.
Tra gli animali che si possono osservare in questa zona vi sono il raro tragulo macchiato indiano e il gallo bankiva, oltre alla tigre del Bengala e al leopardo indiano. All'interno dell'area protetta si trova anche il parco dei coccodrilli di Bhaimsa Dharha.
Oltre alla flora e fauna variegate, il parco nazionale offre molti altri luoghi d'interesse, come le grotte di Kutamsar, Kailash e Dandak e la cascata di Tiratgarh.